# Радомський повіт
Радомський повіт (пол. powiat radomski) — один з 37 земських повітів Мазовецького воєводства Польщі.
Утворений 1 січня 1999 року в результаті адміністративної реформи.

## Загальні дані
Повіт знаходиться у південній частині воєводства.
Адміністративний центр — місто Радом.
Станом на 1.01.2008 населення становить 145 947 осіб, площа 1529,77 км².

## Демографія
Демографічні дані повіту станом на 30.06.2005:
|       | Всього  | Всього | Жінки  | Жінки | Чоловіки | Чоловіки |
| ----- | ------- | ------ | ------ | ----- | -------- | -------- |
|       | осіб    | %      | осіб   | %     | осіб     | %        |
| Повіт | 144 591 | 100    | 72 616 | 50,2  | 71 975   | 49,8     |
| Міста | 29 123  | 100    | 15 103 | 51,9  | 14 020   | 48,1     |
| Села  | 115 468 | 100    | 57 513 | 49,8  | 57 955   | 50,2     |